# Jasmine Harman

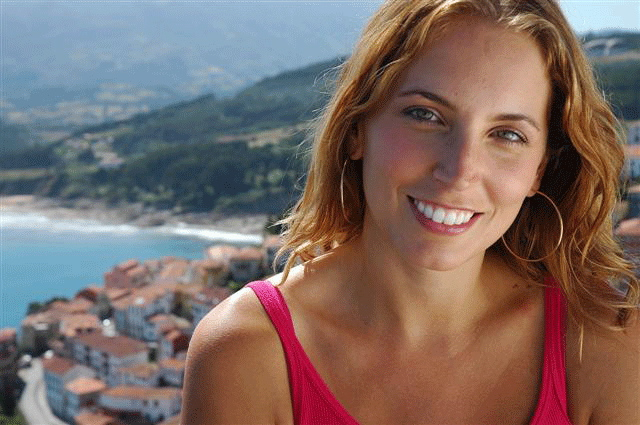
Jasmine Harman

Jasmine Harman (Hackney, 15 november 1975) is een Britse televisiepresentatrice.
Harman groeide op in Oost-Londen, haar vader was een drummer en haar moeder was werkzaam als verpleegster.
Jasmine werkte 10 jaar in de gezondheid- en fitnessindustrie in het Verenigd Koninkrijk en in het buitenland. In 2000 werd ze gevraagd om te werken in Portugal, waar zij drie en een half jaar woonde. Zij begon als schrijfster voor lokale Engelse publicaties en presenteerde op de lokale radiozender Kiss FM.
Harman keerde in 2002 echter terug naar het Verenigd Koninkrijk, waar ze na audities werd geselecteerd om het programma A Place in the Sun te presenteren op Channel 4. Bovendien heeft ze 200 afleveringen van de spin-off A Place in the Sun : Home or Away gepresenteerd.